# Марко Річчі
 Марко Річчі  (італ. Marco Ricci 5 червня, 1676, Беллуно — 21 січня, 1730, Венеція) — венеційський художник перехідної доби від бароко до рококо, гравер і сценограф.

## Ранні роки
Народився у місті Беллуно. Був племінником художника Себастьяно Річчі, в майстерні котрого здобув перші художні навички. Навчання відносять до періоду 1694—1696 рр. 1696 року разом із дядькою прибули у Венецію, бо почали працювати разом.
Внаслідок бійки був убитий гондольєр, тому Марко Річчі був вимушений потайки покинути Венецію.

## Праця в центральній Італії
Художник перебрався на житло у папський Рим, де працював художником-пейзажистом. Робив також вигадані пейзажі з давньоримською архітектурою (капріччо (жанр)). В період 1706—1707 рр. разом із дядькою Себастьяно працював над декоруванням палацу Фенци і місті Флоренція.
Праця над створенням пейзажів спонукала до вивчення творчості художників-пейзажистів, серед котрих були Клод Лоррен, Сальватор Роза, Гаспар Дюге. Художник не дуже самостійний, Марко Річчі часто співпрацював із митцями більш обдарованими, що зробило низку творів раннього періоду важко відокремленими від творів інших майстрів.

## Праця в Лондоні
З ініціативи британського дипломата Чарльза Монтегю, 4-го графа Манчестер, Марко Річчі отримав запрошення на працю у Лондон. Шлях митця йшов через Голландію, що славилась власними пейзажистами навіть у Римі.
Серед творів лондонського періоду — театральні декорації до двох вистав італійської опери, котрі він виконав у співпраці з художником Джованні Антоніо Пеллегріні (1675—1741). Пеллегріні також робив картини для декорування британських палаців і Марко Річчі допомагав тому у створенні картин для палацу Барлінгтон (шість картин). Згодом після недовгого перебування у Венеції він працюватиме у Лондоні із дядьком Себастьяно Річчі.

## Повернення у Венецію
1716 року разом із дядьком вони повернулись до Венеції. Художник досяг зрілості і створює пейзажі, вигадані краєвиди, жанрові сцени, театральні декорації і карикатури. З 1723 року Марко Річчізвернувся до друкованої графіки, де розробляв той де жанр капріччо та пейзажів з фігурками стафажа. Часте звертання до відтворення давньоримських руїн зробило його попередником другого відомого італійського графіка Піранезі.
Серед учнів майстра — Доменіко Валеріані і Джузеппе Валеріані.
Помер у Венеції 21 січня 1730 року.

## Графіка художника

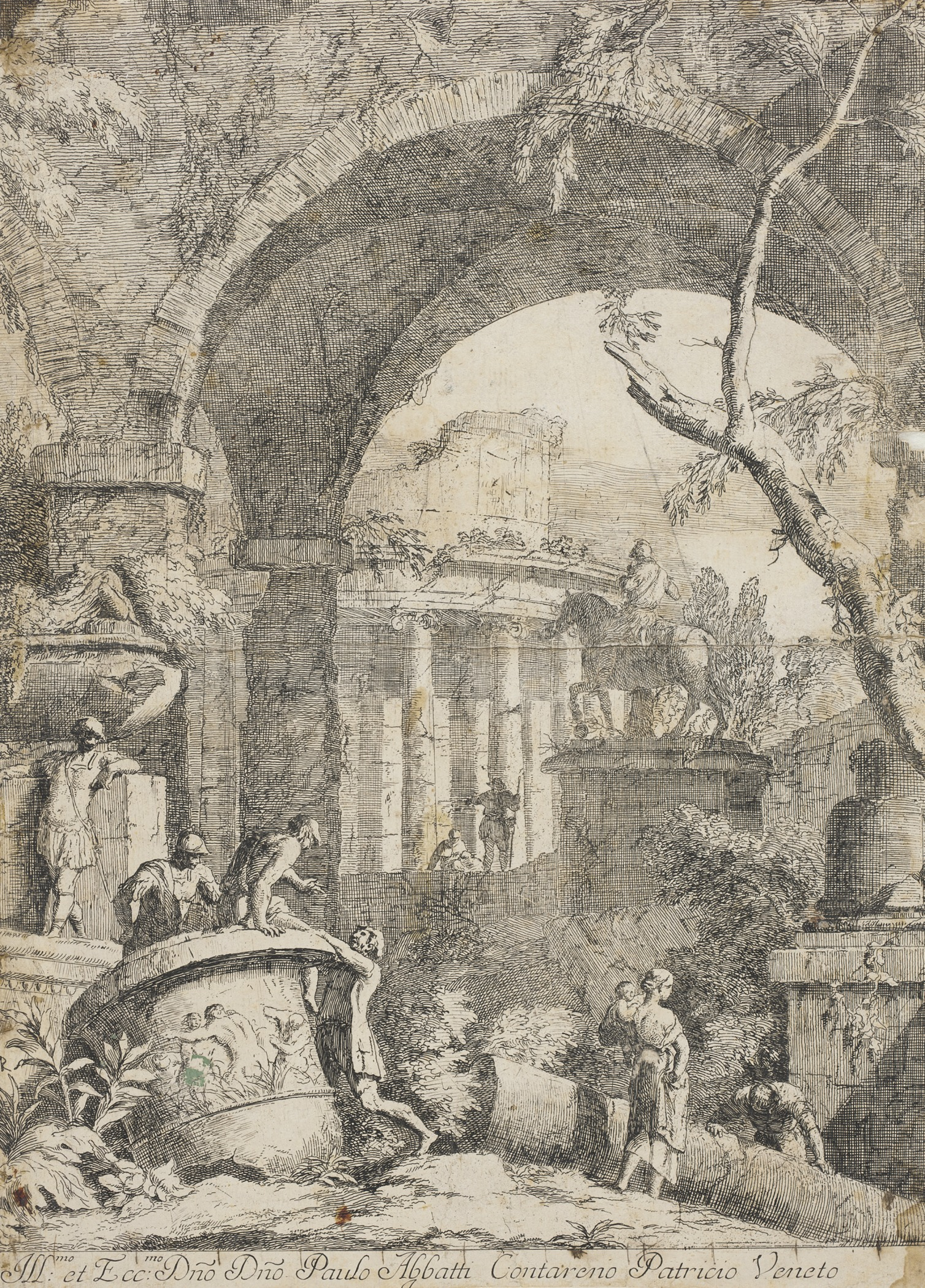
" Давньоримські руїни з дослідниками і подорожніми ", Музей мистецтв округу Лос-Анжелес.

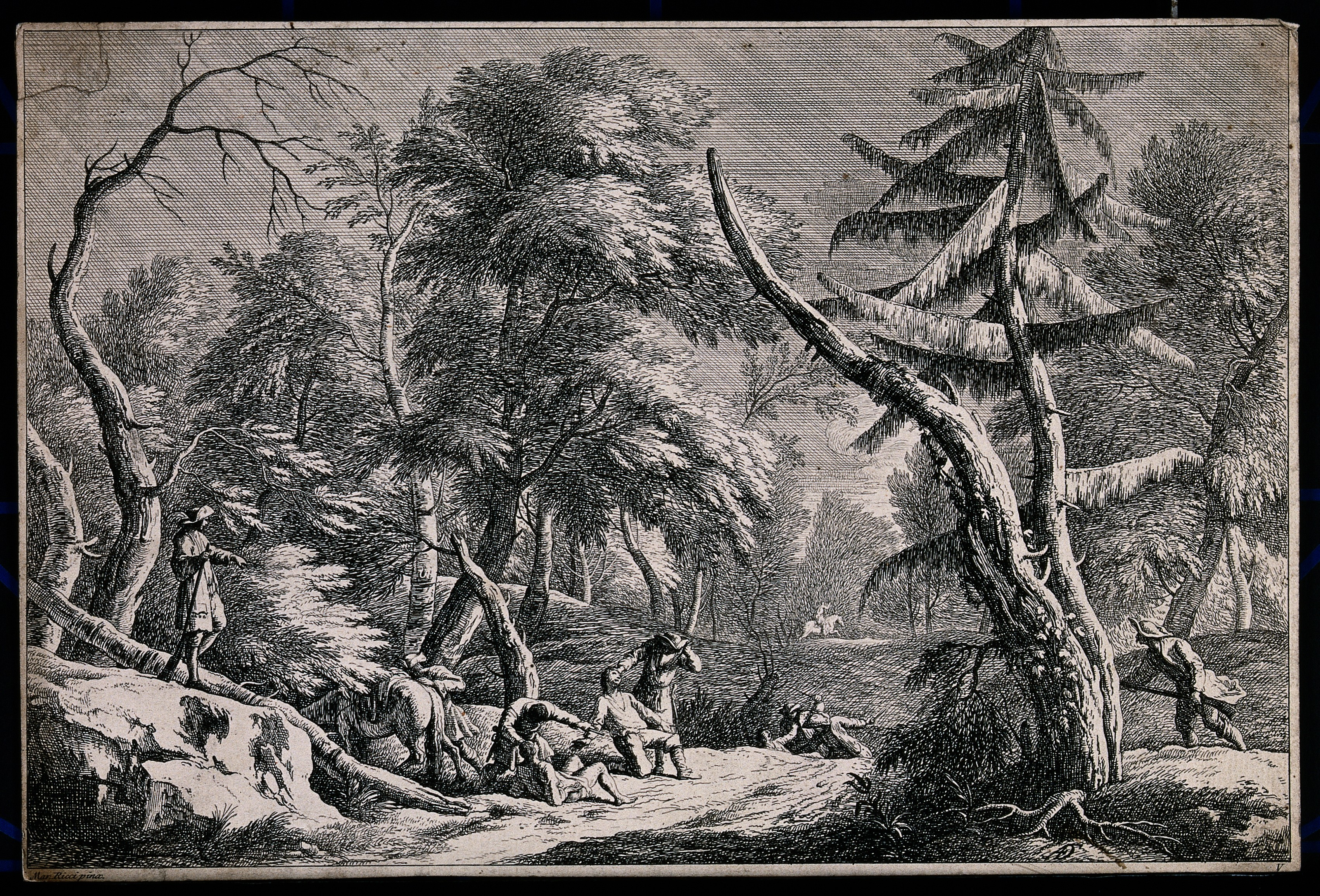
«Банда грабує і убиває подорожніх у лісі »
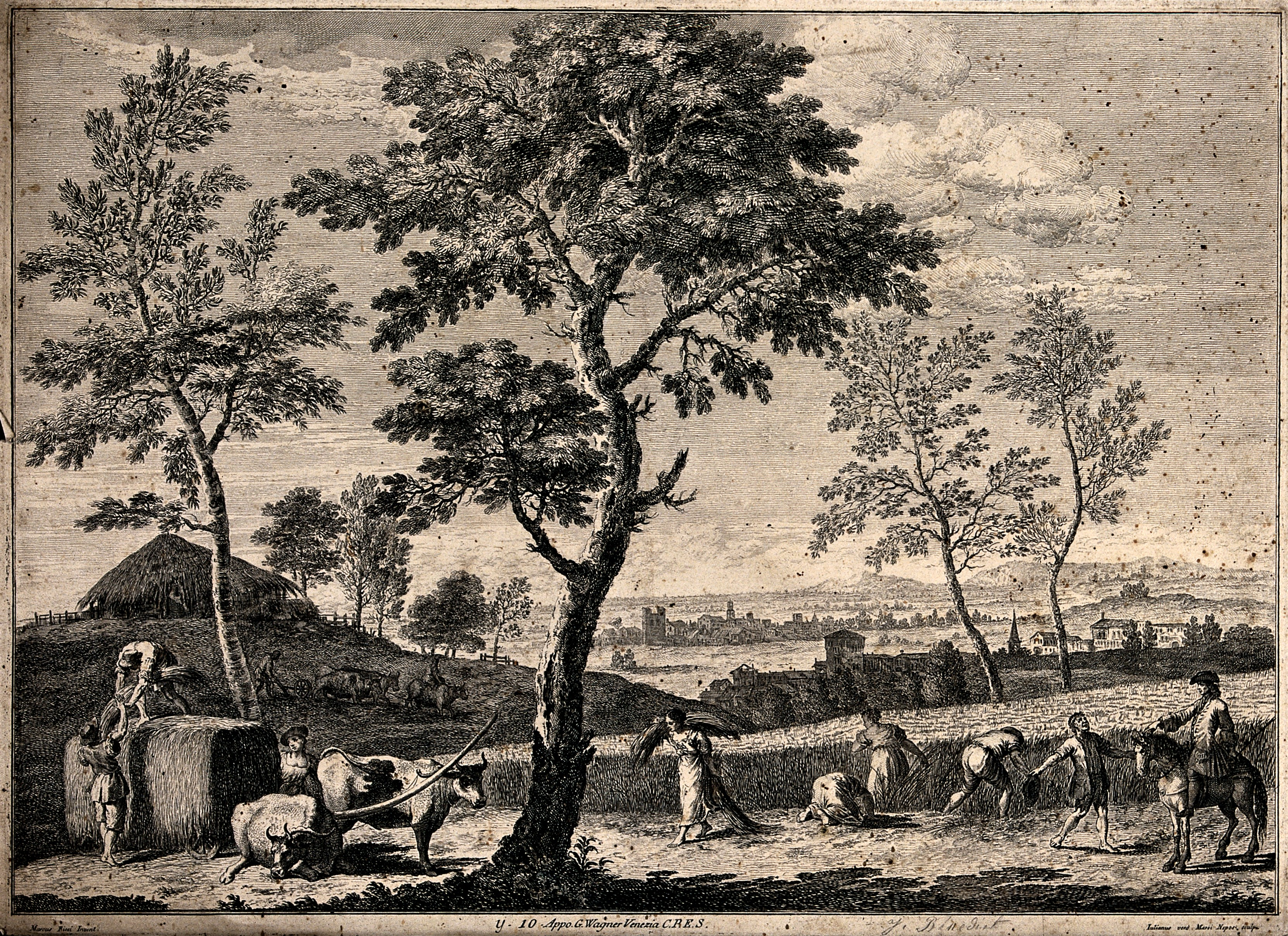
«Вершник наглядає за збором врожаю »
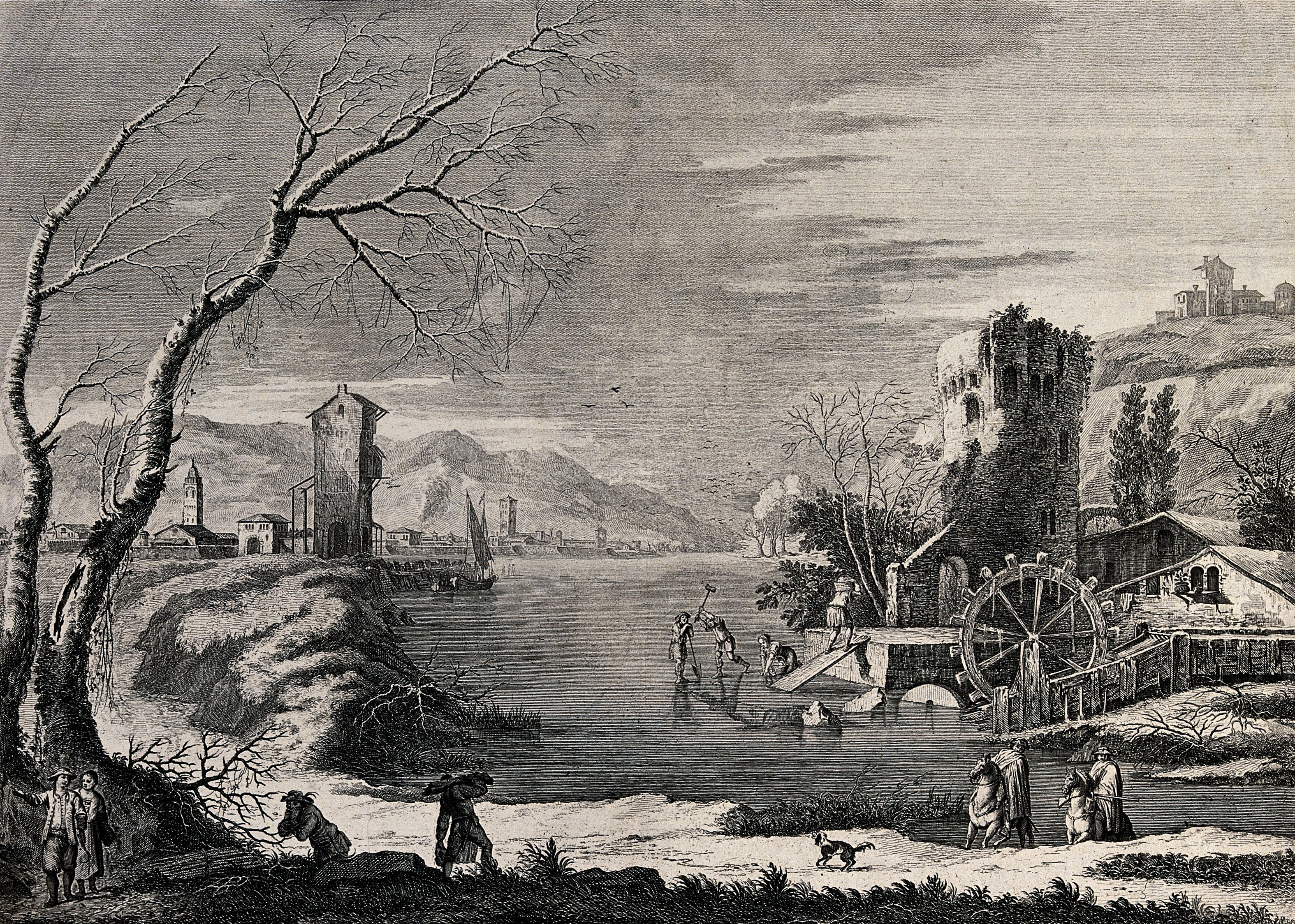
«Краєвид біля замерзлої річки взимку »
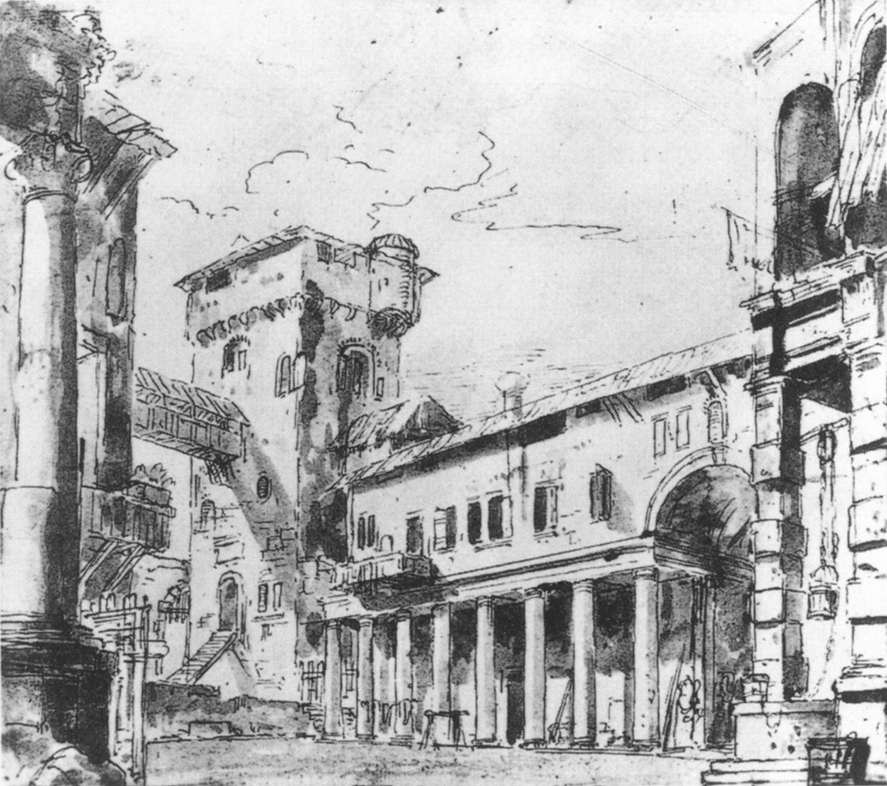
«Подвір'я вигаданого палацу », Віндзор, королівська колекція

## Обрані твори олійними фарбами

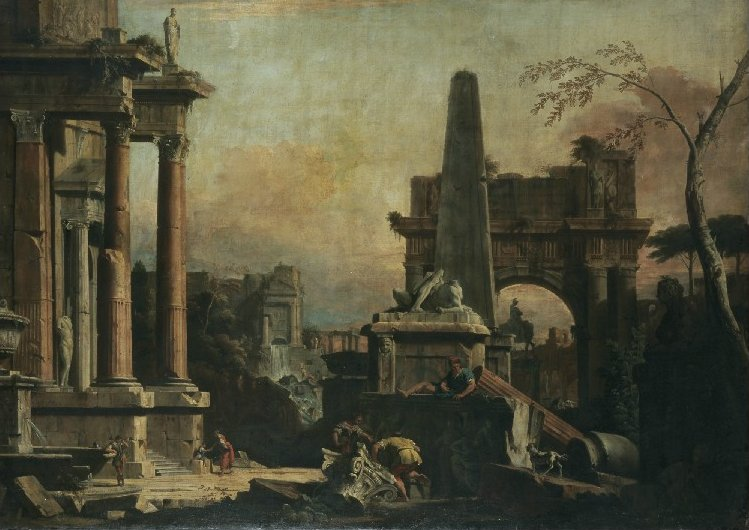
Марко Річчі, «Капріччо з римськими руїнами».

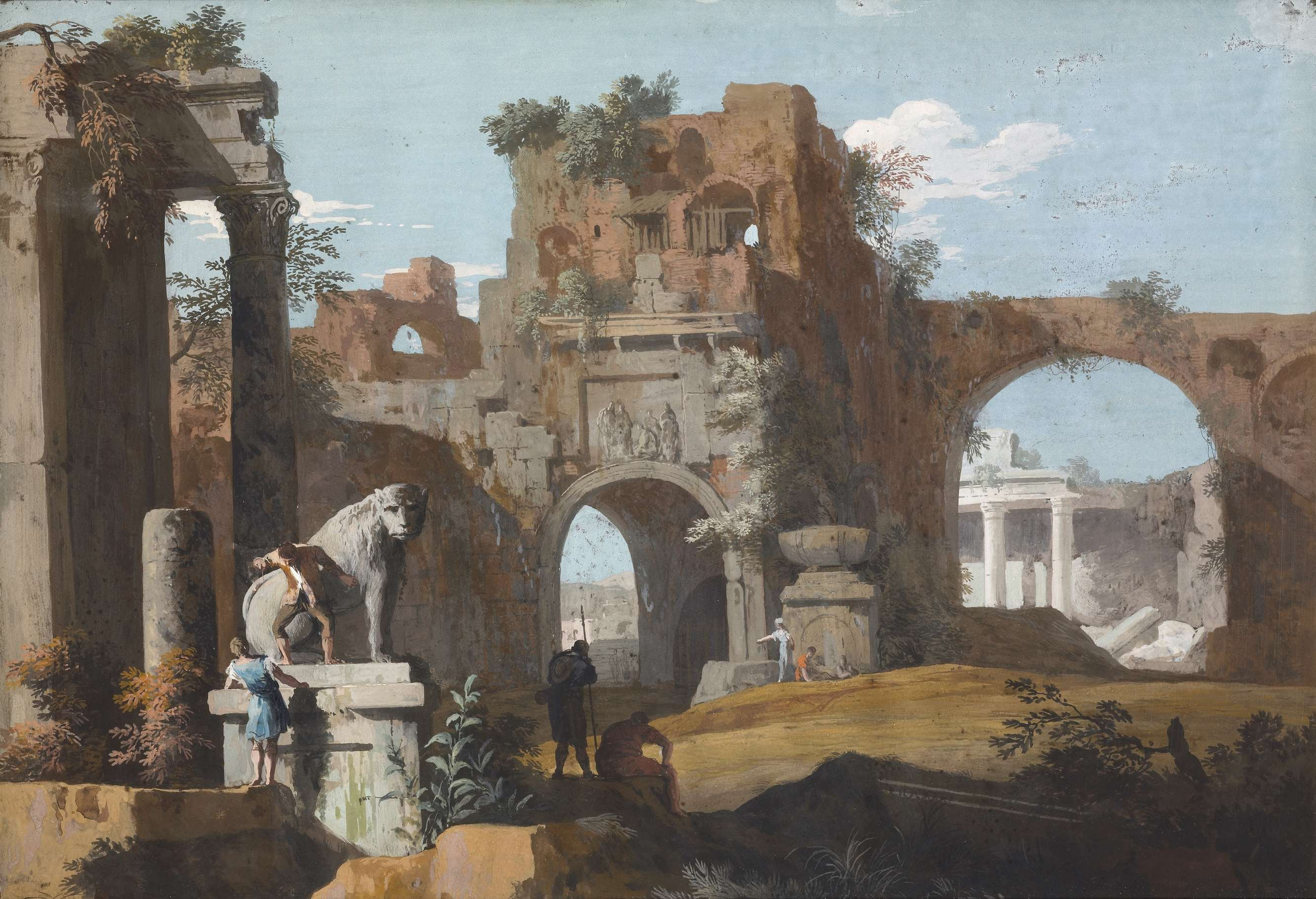
Марко Річчі. «Пейзаж з давньоримськими руїнами».
Марко Річчі. «Вигаданий пейзаж з двома вершниками».
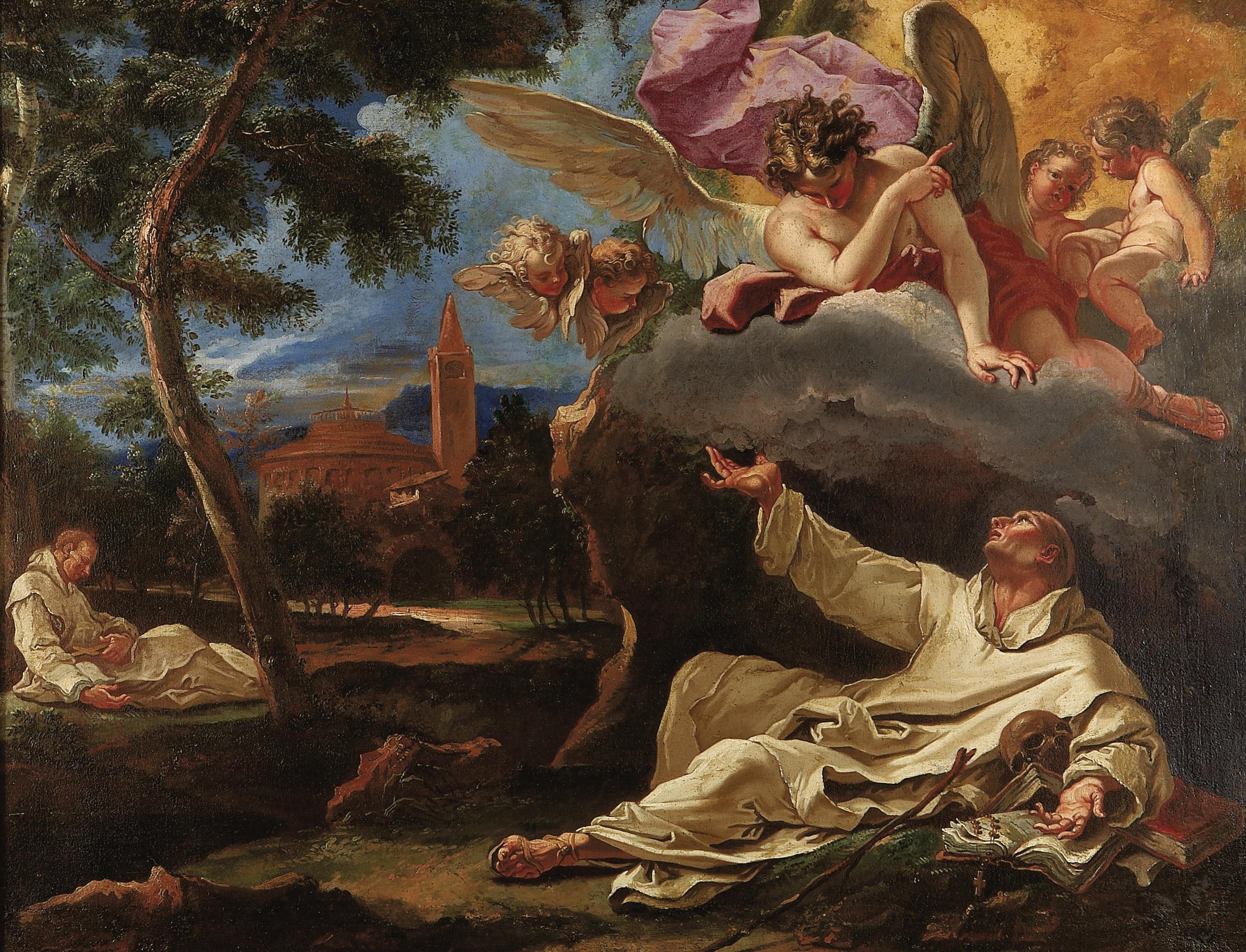
Себастьяно Річчі та Марко Річчі. «Св. Бруно і посланець Бога янгол».
Марко Річчі. «Вілла в парку».
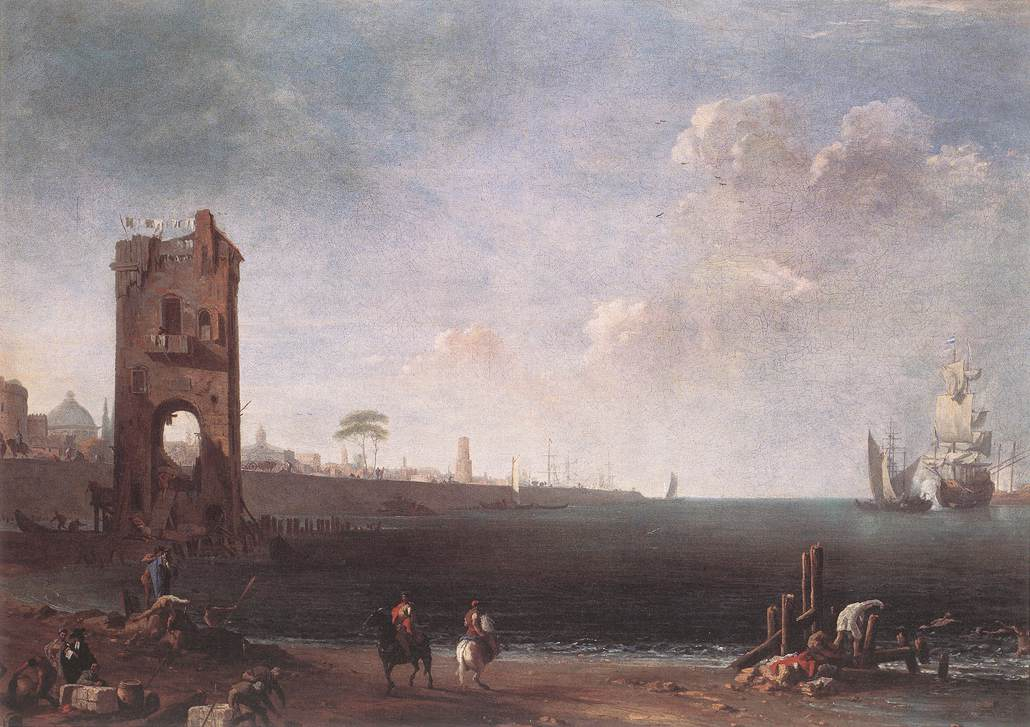
Марко Річчі. «Портове місто з затокою, вежею і вітрильником».
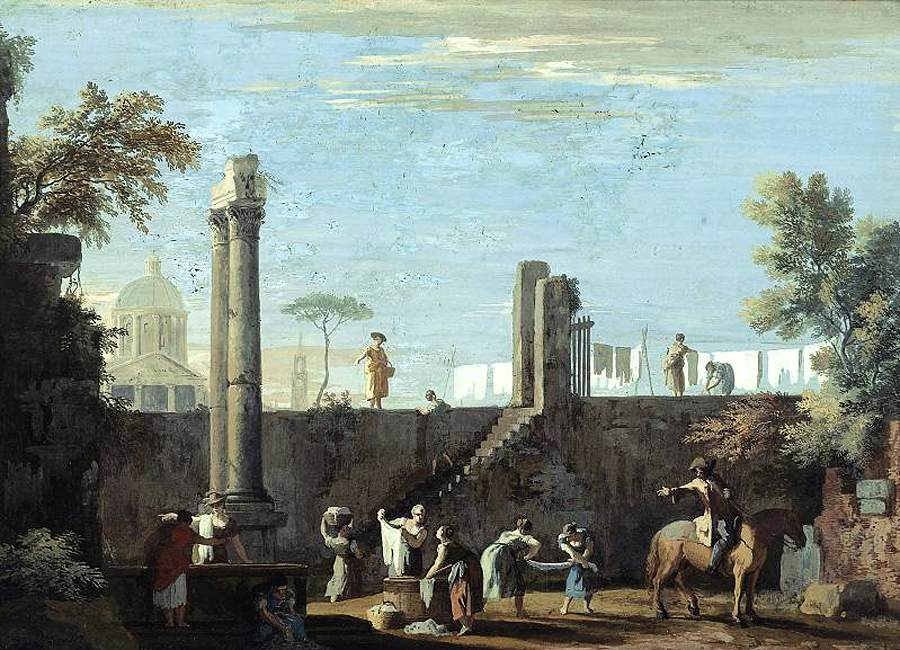
Марко Річчі. «Вигаданий пейзаж з пралями».